# Ghiacciaio Renegar
Il ghiacciaio Renegar è un ghiacciaio lungo circa 10 km situato nella regione centro-occidentale della Dipendenza di Ross, nell'Antartide orientale. Il ghiacciaio, il cui punto più alto si trova a circa 1800 m s.l.m., si trova sulla costa di Scott, nel versante sud-orientale della dorsale Royal Society, dove fluisce verso sud-est, a partire dal versante meridionale del monte Dromedary, fino a unire il proprio flusso a quello del ghiacciaio Koettlitz.

## Storia
Il ghiacciaio Renegar è stato mappato da membri dello United States Geological Survey (USGS) grazie a fotografie aeree scattate dalla marina militare statunitense (USN) nel periodo 1956-62, e così battezzato dal Comitato consultivo dei nomi antartici in onore del tenente Garland Renegar, della USN, un pilota di velivoli Douglas R4D-1 Skytrain di stanza alla stazione McMurdo nel 1960.